# دولة عميلة

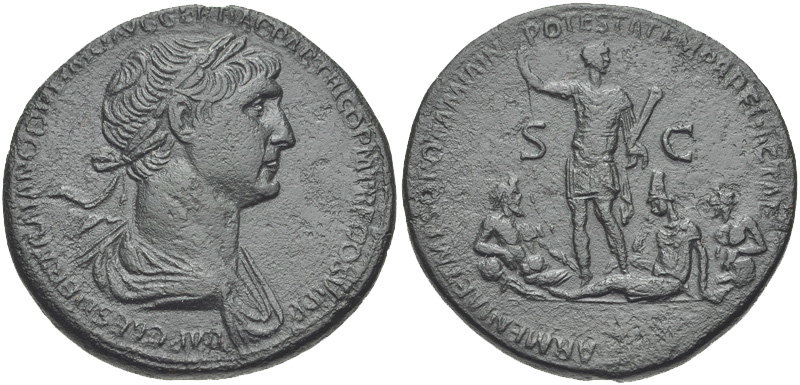

دولة عميلة (بالإنجليزية: Client state) هي دولة تخضع اقتصاديًا أو سياسيًا أو عسكريًا لدولة أخرى أقوى في الشؤون الدولية. تتضمن أنواع هذه الدول: دولة تابعة، دولة مرتبطة، دولة دمية، مستعمرة حديثة، دولة تحت الحماية وولاية تابعة.